# Филип Кутев
 Тази статия е за личността Филип Кутев.  За ансамбъла с неговото име вижте Филип Кутев (ансамбъл).  
Филип Кутев Тенев е български композитор, диригент и фолклорист.
Основател и дългогодишен ръководител на днешния Фолклорен ансамбъл „Филип Кутев“, със своята творческа дейност той създава характерен синтез на българска народна и класическа музика.

## Биография
Роден е на 13 юни 1903 г. в град Айтос. Има и брат на име Антон Кутев. Учи цигулка при проф. Ханс Кох (1922). Завършва музикално училище (1926) и Педагогическия факултет на Консерваторията (1930). Работи като капелмайстор на военния духов оркестър на 24-ти пехотен полк в Бургас, наследявайки Георги Шагунов, а след това и на 6-и пехотен полк в София. През 1935 г. пише „Българска рапсодия“. Първоначално тя е написана за духов оркестър, впоследствие е преработена за симфоничен оркестър. През 1940 г. е първото изпълнение на неговата симфонична поема „Герман“, през 1946 е създадена кантатата „Девети септември“, през 1949 е изпълнена кантатата „Слава на Сталин“, а през 1950 година е премиерата на „Младежка симфония“.
През 1949 г. на гастрол в България е руският ансамбъл „Пятницки“. Именно тогава узрява идеята за създаването на български професионален народен ансамбъл, претворяващ чрез музикално-сценични форми многовековната фолклорна традиция.
В София Филип Кутев общува с изявени интелектуалци, които го подкрепят и насърчават в неговите музикални търсения. Така на 1 май 1951 г. със своята съпруга Мария Кутева той основава втория фолклорен ансамбъл (ДАНПТ). Като негов главен художествен ръководител до смъртта си утвърждава високопрофесионалното му ниво и световната му популярност. Ансамбълът гостува в Европа, Азия и Америка. Благодарение на него и на цяла школа от певци, инструменталисти, танцьори, хореографи и композитори. За да набира членове на ансамбъла обикаля непрестанно селата на България. По този начин всяка нова певица е допринасяла за обогатяването на репертоара на ансамбъла с характерния за родното си място уникален песенен фолклор.
Филип Кутев е създател на Фолклорни празници „Славееви нощи“ в Айтос. На негово име е наречено създаденото през 1967 г. Национално училище за фолклорни изкуства „Филип Кутев“.
Умира на 30 ноември 1982 г. в град София

## Творчество
Филип Кутев пръв започва да прави обработки на песните, така че те да бъдат изпълнявани от многогласен народен хор. Той обработва традиционния песенен фолклор, запазвайки автентичната мелодия. Така създава десетки песенни шедьоври, които се превръщат в музикална емблема на България по света – „Полегнала е Тодора“, „Прехвръкна птичка“, „Лале ли си, зюмбюл ли си“, „Кажи, Ангьо“ и още много други.
Освен за ансамбъла Филип Кутев композира и музиката към филмите „Под игото“ (1952), „Героите на Шипка“ (1955), „Неспокоен път“ (1955) и „Хитър Петър“ (1960).

## Почит
На Филип Кутев е наречена улица в кварталите „Витоша“, „Хладилника“ и „Кръстова вада“ в София (Карта). На негово име е наречен Държавният фолклорен ансамбъл „Филип Кутев“.
Бюст на Филип Кутев краси Борисовата градина в София.
През 2010 г. по идея на Ротари клуб – Айтос е направен проект, според който в центъра на родния му град трябва да се издигне паметник на композитора, дело на скулптора Никола Станчев.
- Паметна плоча на Филип Кутев на фасадата на дома му до парка Заимов
- В този дом от 1958 до 1982 г. Кутев живее и твори